# Footwork FA15
El Footwork FA15 fue un coche de Fórmula 1 con el que el equipo Footwork compitió en la temporada 1994 de Fórmula 1. El puesto número 9 lo ocupó Christian Fittipaldi y el puesto número 10 lo ocupó Gianni Morbidelli. El equipo nunca empleó a un piloto de pruebas y no tuvo un patrocinador principal.

## Motor
El FA16 utilizó el motor Ford HBE7/HBE8 V8 de 3,5 litros, el mismo motor utilizado en el McLaren MP4/8 de la temporada anterior.

## Historia
El FA15 fue muy competitivo en las primeras carreras del año: Morbidelli se clasificó sexto en Brasil, Fittipaldi terminó cuarto en Aida (donde Morbidelli se retiró del quinto), y Fittipaldi se clasificó sexto y corrió quinto en Mónaco antes de sufrir una falla en la caja de cambios, mientras que Morbidelli clasificado séptimo. Pero después de eso, el desempeño del equipo comenzó a verse afectado, con Morbidelli solo terminando cuatro carreras en toda la temporada y Fittipaldi frecuentemente terminando fuera de los puntos.
Sin embargo, el equipo logró algún que otro buen desempeño. Morbidelli corrió bien en Canadá, mientras que Fittipaldi terminó sexto, pero fue descalificado por tener bajo peso. En Alemania, los coches terminaron cuarto y quinto, con Morbidelli sumando un punto en Bélgica y clasificándose en un octavo puesto en Jerez para el GP de Europa.
El equipo acabó noveno en el Campeonato de Constructores, con nueve puntos, una actuación respetable. Fittipaldi dejó la Fórmula 1 al final de la temporada y fue reemplazado por Taki Inoue en 1995.

## Resultados
(Clave) (negrita indica pole position) (cursiva indica vuelta rápida)

| Año     | Motor   | Neu. | N.º | Pilotos              | 1   | 2   | 3   | 4   | 5   | 6   | 7   | 8   | 9   | 10  | 11  | 12  | 13  | 14  | 15  | 16  | Puntos | Pos. |
| ------- | ------- | ---- | --- | -------------------- | --- | --- | --- | --- | --- | --- | --- | --- | --- | --- | --- | --- | --- | --- | --- | --- | ------ | ---- |
| 1994    | Ford V8 | G    |     |                      | BRA | PAC | SMR | MON | ESP | CAN | FRA | GBR | GER | HUN | BEL | ITA | POR | EUR | JPN | AUS | 9      | 9.º  |
| 1994    | Ford V8 | G    | 9   | Christian Fittipaldi | Ret | 4   | 13  | Ret | Ret | DSQ | 8   | 9   | 4   | 14  | Ret | Ret | 8   | 17  | 8   | 8   | 9      | 9.º  |
| 1994    | Ford V8 | G    | 10  | Gianni Morbidelli    | Ret | Ret | Ret | Ret | Ret | Ret | Ret | Ret | 5   | Ret | 6   | Ret | 9   | 11  | Ret | Ret | 9      | 9.º  |
| Fuente: |         |      |     |                      |     |     |     |     |     |     |     |     |     |     |     |     |     |     |     |     |        |      |